# Марія Голуб
Марія Іванівна Голуб (д/н —після 1687) — дружина гетьмана Лівобережної України Івана Самойловича.

## Життєпис
Походила з козацького роду  Голубів, які були пов'язані з могутньою родинною Житомирщини — Голубенків-Багацьких. Народилася у м. Красний Калядин (натепер село у Талалївському районі Чернігівської області України) у родині Івана Голуба.
У 1650-х роках вийшла заміж за Івана Самойловича, який тоді служив військовим писарем Красноколядинської сотні Прилуцького полку. У 1660 році народився первісток Семен. Кар'єра Самойловича тоді тільки-но починалася, і входження через шлюб до кола заможних і впливових осіб Прилуччини дало їй такий потрібний поштовх. Крім того, у подружжя було ще 2 сини (Григорій та Яків) та 2 дочки (Параска й Анастасія).
1687 року після невдалої військової кампанії проти Кримського ханства Самойловича, як і його попередника, «союзники» звинуватили його в тому, нібито він зрадив інтереси Москві та відправили до Сибіру, де він невдовзі й помер, а Марію — на постійне проживання до сотенного міста Седнева у Чернігівському полку.